# Eli
Eli (hebrejsky עֵלִי, podle biblického kněze Élího, v oficiálním přepisu do angličtiny Eli), je izraelská osada a vesnice typu společná osada (jišuv kehilati) na Západním břehu Jordánu v distriktu Judea a Samaří a v Oblastní radě Mate Binjamin.

## Geografie
Nachází se na vyvýšenině v nadmořské výšce 710 metrů v centrální části Samařska, cca 20 kilometrů severovýchodně od města Ramalláh, cca 8 kilometrů jihovýchodně od města Ariel, cca 32 kilometrů severoseverovýchodně od historického jádra Jeruzalému a cca 45 kilometrů východně od centra Tel Avivu.
Na dopravní síť Západního břehu Jordánu je napojena pomocí dálnice číslo 60, která vede severojižním směrem napříč téměř celým regionem Samařska a propojuje Jeruzalém s městem Nábulus. Eli je součástí bloku izraelských osad Guš Šilo ve vnitrozemí Západního břehu Jordánu, do kterého patří ještě osady Ma'ale Levona a Šilo (a několik dalších menších osad).

## Dějiny
Vesnice byla zřízena roku 1984. Konkrétně v září 1984. Byla koncipována jako sídlo městského charakteru, které mělo sloužit coby centrum pro okolní izraelské osady.
V obci se nacházejí jen předškolní vzdělávací ústavy. Základní škola je v nedaleké osadě Šilo, další školní instituce ve městě Ariel. Od roku 1988 ovšem v Eli funguje ješiva Bnej David, která zajišťuje náboženskou výuku v kombinaci s vojenskou přípravou. Během 20 let od počátku její existence ústavem prošlo přes 2000 studentů, z nichž přes polovina sloužila jako důstojníci bojových jednotek izraelské armády a přes 25 % jako členové elitních vojenských komand. V osadě je zdravotní středisko, nákupní centrum, poštovní úřad a několik synagog.
Vesnice leží hluboko ve vnitrozemí Západního břehu Jordánu a počátkem 21. století tak nebyla zahrnuta do Izraelské bezpečnostní bariéry. Budoucí existence osady záleží na parametrech případné mírové dohody mezi Izraelem a Palestinci.
Od 90. let 20. století území obce expanduje formou izolovaných skupin domů i do okolní krajiny. Na východ od vlastní osady tak vznikla čtvrť ha-Jovel, na severu Nof Harim, Neve Šoam, ještě dále na severu pak Palgej Majim. Jižně od dálnice číslo 60 jsou to pak skupiny domů Eli-východ (neboli Giv'at Ariel) a ještě dále na jihu Eli-jih (neboli Giv'at ha-Ro'e) a domy v lokalitě "kóta 792". Posledně dvě jmenované skupinky byly rozhodnutím soudu z roku 2004 určeny k odstranění jako nezákonné, ale ještě roku 2009 zůstávaly na svém místě a měly 80 obyvatel. Blíže k vlastní osadě, na jejím úbočí pak vznikla i skupina domů Hakaron. S těmito odlehlými čtvrtěmi dosahuje rozloha Eli přes 4 kilometry v severojižním směru a přes 3 kilometry v západovýchodním směru.

## Demografie
Obyvatelstvo Eli je v databázi osad zpracované organizací Peace Now charakterizováno jako smíšené, tedy sestávající ze sekulárních i nábožensky založených Izraelců. Podle údajů z roku 2014 tvořili naprostou většinu obyvatel Židé (včetně statistické kategorie "ostatní", která zahrnuje nearabské obyvatele židovského původu ale bez formální příslušnosti k židovskému náboženství).
Jde o menší obec vesnického typu (bez statutu místní rady ani města). Ve své kategorii ovšem jde o poměrně lidnatou rezidenční obec se zástavbou spíše předměstského typu. Populace zaznamenává dlouhodobý růst. K 31. prosinci 2014 zde žilo 3947 lidí. Během roku 2014 populace stoupla o 8,2 %.
| Rok            | 1991 | 1992 | 1993 | 1994 | 1995 | 1996 | 1997  | 1998  | 1999  | 2000  |
| -------------- | ---- | ---- | ---- | ---- | ---- | ---- | ----- | ----- | ----- | ----- |
| Počet obyvatel | 205  | 370  | 505  | 647  | 759  | 959  | 1 230 | 1 520 | 1 730 | 1 900 |

| Rok            | 2001  | 2002  | 2003  | 2004  | 2005  | 2006  | 2007  | 2008  | 2009  | 2010  | 2011  | 2012  | 2013  | 2014  |
| -------------- | ----- | ----- | ----- | ----- | ----- | ----- | ----- | ----- | ----- | ----- | ----- | ----- | ----- | ----- |
| Počet obyvatel | 1 830 | 1 960 | 2 058 | 2 308 | 2 420 | 2 530 | 2 625 | 2 771 | 2 928 | 3 110 | 3 171 | 3 521 | 3 649 | 3 947 |